# Artux
Artux, Atush hay Atushi (giản thể: 阿图什; phồn thể: 阿圖什; bính âm: Ātúshí, Hán Việt: A Đồ Thập thị; Uyghur: ئاتۇش‎, ULY: Atush, UPNY: Atux?; tiếng Kyrgyz: ارتىش) là một thành phố cấp huyện của Châu tự trị dân tộc Kyrgyz - Kizilsu, khu tự trị Tân Cương, Trung Quốc. Thành phố nằm ở phía nam của Thiên Sơn, phía tây bắc của bồn địa Tarim. Nhiệt độ trung bình năm của Artux là 12 ℃, lượng mưa bình quân là 80 mm. Nền kinh tế Artux chủ yếu phụ thuộc vào nông nghiệp.

### Nhai đạo
- Hạnh Phúc Lộ (幸福路街道)
- Quang Minh Lộ (光明路街道)

### Hương
- Tùng Tha Khắc (松他克乡)
- A Trát Khắc (阿扎克乡)
- A Hồ (阿湖乡)
- Thượng A Đồ Thập (上阿图什乡)
- Cách Đạt Lương (格达良乡)
- Cáp Lạp Tuấn (哈拉峻乡)
- Thổ Cổ Mãi Đề (吐古买提乡)